# Antonio Guasch
Antonio Guasch Bufí (Santa Eulalia del Río, Ibiza, 1879 - Sevilla, 1965) fue un sacerdote jesuita y lingüista estudioso del idioma Guaraní, lengua oficial del Paraguay.

## Biografía
Guash hablaba y escribía doce idiomas: hebreo, griego, latín, catalán, castellano, portugués, francés, italiano, alemán, inglés, japonés y guaraní. Esto contribuyó con la difusión de su trabajo acerca de la lengua guaraní y de los aportes de esta cultura a la botánica y la medicina. En reconocimiento a su labor por la investigación y difusión del idioma guaraní recibe su nombre el Centro de Estudios Paraguayos Antonio Guasch, institución que trabajó por la defensa de los derechos humanos de las personas durante la dictadura de Alfredo Stroessner en Paraguay.
En 1944 publicó la primera edición de El Idioma Guaraní, el cual fue editado hasta los años 90 en Buenos Aires, contando con más de seis reediciones. y también su diccionario castellano-guaraní, guaraní-castellano facilitó la enseñanza de esta lengua en Paraguay, así como la discusión previa a la conformación de un equipo de trabajo que constituyera una escritura de la lengua guaraní. Su labor fue continuada por el jesuita mallorquín Bartomeu Melià, uno de sus discípulos.

## Reconocimientos
El 21 de marzo de 1992 el Ayuntamiento de Santa Eulalia del Río en sesión plenaria, acordó por unanimidad declarar al Padre Antonio Guasch "Hijo ilustre de la Villa".
En la localidad de Santa Eulalia del Río se le dedicó una avenida con el nombre de "Avenida del Padre Guasch".
En la localidad de Ibiza se le dedicó una calle con el nombre de "Calle del Padre Antonio Guasch".

## Obras
Dentro de las obras escritas por el Padre Guasch se cuentan:
- Florilegio de sentencias griegas o primer libro de traducción griega. Publicado alrededor de 1905, se hicieron tres ediciones más en Argentina. Editorial Stella. Buenos Aires, 1994.
- Método de alemán. Publicado alrededor de 1912-13 y reeditado después en Argentina.
- Claves de tema de la antología latina. Editorial Stella. Buenos Aires, 1944. Tres ediciones.
- Gramática Teórico Práctica del Latín Clásico. Talleres Amorrotu. Buenos Aires, 1947. 2 ediciones.
- Antología Latina I. Buenos Aires, 1947. 2 ediciones.
- Antología latina II. Buienos Aires, 1947. 3 ediciones.
- Temas Latinos. Buenos Aires. 3 ediciones.
- Antología Alemana. Buenos Aires 1912.
- Diccionario castellano-guaraní, guaraní-castellano. Gráficas La Gravidia. Sevilla, 1961. Actualmente por la 13.ª Edición. 2001. Ediciones Montoya.
- Catecismo de la doctrina cristiana. Talleres gráficos. Didot. Buenos Aires, 1952. Bilingüe guaraní-castellano.